# Consiglio dipartimentale della Charente
Il Consiglio dipartimentale della Charente (in francese Conseil départemental de la Charente) è l'assemblea deliberativa del dipartimento francese della Charente.
Fino al 2015 era conosciuto con il nome di Consiglio generale della Charente (Conseil général de la Charente) La sede del consiglio era a Angoulême.

## Legge sulla decentralizzazione II
Negli anni '80 (leggi Defferre 1982-1983), lo Stato ha operato un primo decentramento: ha trasferito ai dipartimenti un certo numero di competenze di cui era responsabile. L'obiettivo era quello di adattare le decisioni e i programmi d'azione alle esigenze specifiche di ciascun territorio. Nel 2004, il processo di decentralizzazione si è accelerato: l'RMI (ora RSA) è diventato di competenza dei dipartimenti, così come la gestione del personale TOS (tecnici, addetti ai servizi che lavorano nei college) e la Direzione delle infrastrutture dipartimentali.

## Presidenza
Il presidente del Consiglio dipartimentale della Charente è Philippe Bouty dal 1º luglio 2021.
| Mandato                                 | Mandato           | Presidente                  | Partito | Partito                                     |
| --------------------------------------- | ----------------- | --------------------------- | ------- | ------------------------------------------- |
| Presidente del consiglio generale       |                   |                             |         |                                             |
| 1945                                    | 1948              | Jean Maurin                 |         | Partito Radicale                            |
| settembre 1948                          | novembre 1956     | Roger Delugin               |         | Partito Radicale                            |
| novembre 1956                           | marzo 1979        | Guy Pascaud                 |         | Partito Radicale                            |
| marzo 1979                              | marzo 1982        | François-Henri Mouche       |         | Divers droite                               |
| marzo 1982                              | 28 settembre 1998 | Pierre-Rémy Houssin         |         | Raggruppamento per la Repubblica            |
| 28 settembre 1998                       | 20 ottobre 1998   | Claude Mesnard (ad intérim) |         | Unione per la Democrazia Francese           |
| 20 ottobre 1998                         | 20 giugno 2003    | Jacques Bobe                |         | Unione per la Democrazia Francese           |
| 20 giugno 2003                          | 1° aprile 2004    | Jean-Michel Bolvin          |         | Unione per un Movimento Popolare            |
| 1° aprile 2004                          | 2 aprile 2015     | Michel Boutant              |         | Partito Socialista                          |
| Presidente del consiglio dipartimentale |                   |                             |         |                                             |
| 2 aprile 2015                           | 16 ottobre 2020   | François Bonneau            |         | Divers droite                               |
| 16 ottobre 2020                         | 1° luglio 2021    | Jérôme Sourisseau           |         | Unione dei Democratici e degli Indipendenti |
| 1° luglio 2021                          | in carica         | Philippe Bouty              |         | Partito Socialista                          |